# Japanische Staatsbahn

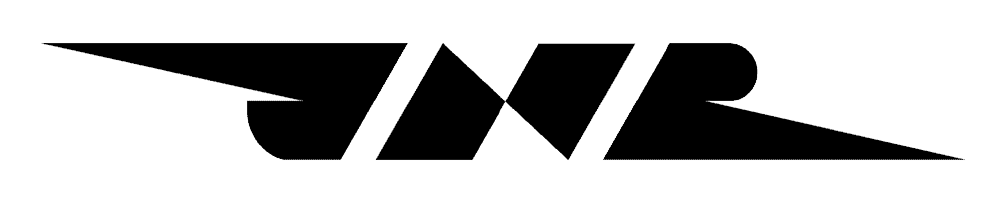
JNR-Logo

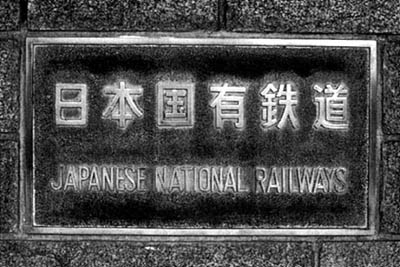
Schild an der Zentrale der Staatsbahn in Chiyoda, Tokio

Die Japanische Staatsbahn (jap. 日本国有鉄道 Nihon/Nippon kokuyū tetsudō, kurz Kokutetsu (国鉄); engl. Japanese National Railways, kurz JNR) ist die ehemalige staatliche Eisenbahngesellschaft Japans. Sie wurde 1949 aus dem vorher für den Betrieb verantwortlichen Verkehrsministerium als eigenständiges öffentliches Unternehmen ausgegründet. Zum Stichtag am 1. April 1987 wurde der Eisenbahnbetrieb unter sieben unabhängigen privatrechtlichen Teilgesellschaften (sechs regionale für den Personenverkehr und eine landesweite für den Güterverkehr) aufgeteilt, von denen die größten heute börsennotiert, profitabel und weitgehend in Privatbesitz sind, die kleinsten noch vollständig im Besitz der zuständigen Selbstverwaltungskörperschaft des Staates (englisch JRTT).
Oft schließt man auch alle staatlichen Vorläufer vor 1949 in der Bezeichnung Staatsbahn/kokutetsu (engl. unter anderem Japanese Government Railways (JGR)) ein. Die Nachfolger der Staatsbahn bezeichnet man oft als JR Group (japanisch nur JR, jeiāru, eigentlich nie Japan reiruueizu; englisch Japan Railways Group), die unter der gemeinsamen Marke operieren, beim Kundenangebot und zwangsläufig betrieblich zusammenarbeiten, aber keine Unternehmensgruppe im engeren Sinne bilden. Einen Überblick bietet der Artikel Schienenverkehr in Japan.

## Geschichte

### Vorgeschichte
Die erste Eisenbahnlinie in Japan wurde 1872 von Tokio nach Yokohama fertiggestellt. Es folgten 1874 die Strecke Kōbe–Osaka und 1877 die Strecke von Osaka nach Kyōto. Die Strecken wurden später Teil der Tōkaidō-Hauptlinie.
Durch die schlechte finanzielle Lage des Staates und die hohen Kosten, die der Eisenbahnbau verursachte, ließ die japanische Regierung 1880 die Gründung von Privatbahnen unter vergünstigten Steuerkonditionen für die Eigner zu. Es stellten sich schnell Erfolge ein. Bereits 1893 betrug das Streckennetz etwa 2100 Kilometer, wobei etwa 880 Kilometer davon in staatlicher Hand waren.
1906 bis 1907 wurden wichtige Privatbahnen verstaatlicht, um dem Militär eine bessere Kontrolle über die Bahnen zu ermöglichen. Mit einem Streckennetz von etwa 5200 Kilometern der Privatbahnen gegenüber den etwa 2500 Kilometern der Staatsbahn war der freie Zugriff auf die Privatbahnen eine strategische Notwendigkeit für das nach dem Russisch-Japanischen Krieg erstarkte Militär. Die staatlichen Bahnen, die vorher dem Kommunikationsministerium (darin ab 1907 die „Reichsbahnbehörde“, teikoku tetsudō-chō) unterstanden hatten, wurden 1908 dem neuen Eisenbahnamt (tetsudō-in) unterstellt. Zur Zeit des zweiten Kabinett Ōkuma war der Vorsitzende Soyeda Juichi. 1920 wurde das Eisenbahnamt zum Eisenbahnministerium (tetsudō-shō) aufgewertet.

### Japanische Staatsbahn
Nach dem Zweiten Weltkrieg wurde die Staatsbahn zum 1. Juni 1949 in ein öffentliches Unternehmen (kōkyō kigyōtai), ebenso wie Nihon Tabako Sangyō (JT) und Nippon Denshin Denwa (NTT) umgewandelt und firmierte von da an als Nippon Kokuyū Tetsudō. Gründe für die Umwandlung waren die hohen Schulden, die sich in den Jahren nach dem Krieg angesammelt hatten. Da die Staatsbahn verpflichtet wurde, etwa 250.000 Eisenbahner aus den früheren Besatzungsgebieten und Soldaten als Angestellte zu übernehmen und es ihr verboten wurde (um die Inflation zu dämpfen beziehungsweise nicht sichtbar werden zu lassen) Preisanpassungen (= -erhöhungen) vorzunehmen, erzielte der Staatsbetrieb jährlich ein Defizit. Hinzu kam mit Unterstützung der Besatzungsmacht im Rahmen der Demokratisierung, die Gründung von Gewerkschaften. Die im Februar 1946 gegründete sōrengō hatte 508.000 Mitglieder, bei insgesamt etwa 670.000 Angestellten, und legte mit regelmäßigen Streiks den Bahnbetrieb lahm.
Prestigeobjekt der JNR war der zu den Olympischen Sommerspielen 1964 eröffnete Shinkansen-Hochgeschwindigkeitszug. Zur Staatsbahn gehörten auch Bus- und Fährlinien, zeitweise eine Baseballmannschaft und Krankenhäuser.
Das größte Unglück in der Geschichte des Unternehmens ereignete sich am 26. September 1954. Die von der Staatsbahn betriebene Eisenbahnfähre Tōya, welche die Insel Hokkaidō über die Tsugaru-Straße mit der Insel Honshū verband, sank am 26. September 1954 im Taifun Nr. 15 (international „Taifun Marie“). Die Zahl der Todesopfer lag laut einer Veröffentlichung der Staatsbahn bei 1153.

### Vorbereitung der Privatisierung
Unter Premierminister Yasuhiro Nakasone wurden zahlreiche japanische Staatsunternehmen privatisiert, darunter auch die JNR. Vor der Privatisierung war das Unternehmen chronisch defizitär und litt vor allem an unwirtschaftlichen Investitionen und hohen Lohnkosten.
Am 7. Juni 1983 war von der japanischen Regierung eine Kommission zur Sanierung der Japanischen Staatsbahn ernannt worden, die am 10. Juni gleichen Jahres erstmals zusammentrat. Die fünf Mitglieder setzten sich aus hochrangigen Industriemanagern und Hochschullehrern zusammen. Dabei war geplant, bis Juni 1987 ein Konzept zur Aufteilung der Staatsbahn in sieben privatrechtlich organisierte Gesellschaften zu erarbeiten. Um die Bedeutung der Kommission zu unterstreichen, nahmen Premierminister Nakasone, Verkehrsminister Hasegawa und andere Regierungsmitglieder an der ersten Sitzung teil. Die Kommission ging auf die 1982 getroffenen Empfehlungen der Kommission für die Reformierung der Staatlichen Verwaltung zurück.

### Aufspaltung und Privatisierung
Das Unternehmen wurde mit Wirkung zum April 1987 in sieben privatrechtliche Gesellschaften unter dem Dach der Japan Railways aufgespalten.
Die staatliche Bahngesellschaft hatte zu diesem Zeitpunkt Schulden in Höhe von mehr als 37 Billionen Yen (455 Milliarden D-Mark) angehäuft – mehr als die Hälfte des japanischen Staatshaushaltes. Mit der Privatisierung übernahm die öffentliche Hand 69 Prozent der Schulden, insgesamt 31 Prozent übernahmen die Gesellschaften auf der japanischen Hauptinsel: JR Higashi-Nihon (englisch JR East), JR Nishi-Nihon (JR West) und JR Tōkai (JR Central).
Aus Protest gegen die Vorschläge der Kommission, traten der Präsident, der Executive – sowie der betriebstechnische Präsident der JNR im Herbst 1985 geschlossen zurück. Der Ausschuss hatte eine Aufteilung der Eisenbahn in mehrere Unternehmensbereiche sowie einen Personalabbau von etwa 80.000 Stellen vorgesehen.
Im Geschäftsjahr 1991/92 erwirtschafteten die sieben Nachfolgegesellschaften, bei einer Umsatzsteigerung von durchschnittlich sieben Prozent, einen Gewinn von 146 Milliarden Yen (1,8 Milliarden D-Mark zum Preisstand von 1992). JR East, West und Central konnten bis dahin ihren Schuldenstand nicht wesentlich senken. JR East, die größte Bahngesellschaft, hatte am Ende des Geschäftsjahres 91/92 Schulden in Höhe von 5,42 Billionen Yen (66,7 Milliarden D-Mark) – entsprechend dem 2,8-Fachen des Jahresumsatzes. Der Schuldenstand bei JR Central lag bei 5,47 Billionen Yen (67,3 Milliarden D-Mark).

## Baseball
Von 1950 bis 1965 war die Staatsbahn Eigentümer der professionellen Baseballmannschaft Kokutetsu Swallows. Der Name der „Staatsbahn-Schwalben“ leitete sich vom bekannten Expresszug Tsubame („Schwalbe“) ab, der vor dem Bau der Shinkansen Tokio mit Osaka verband.

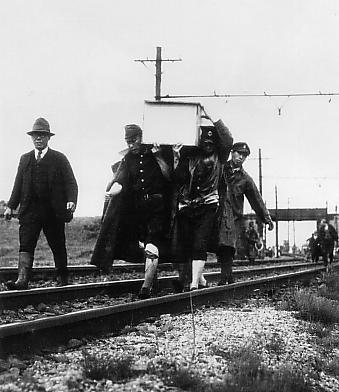
Der erste Präsident der Staatsbahn (kokutetsu sōsai), Shimoyama Sadanori, starb im Juli 1949 unter ungeklärten Umständen vor einem Güterzug (Shimoyama-Zwischenfall).
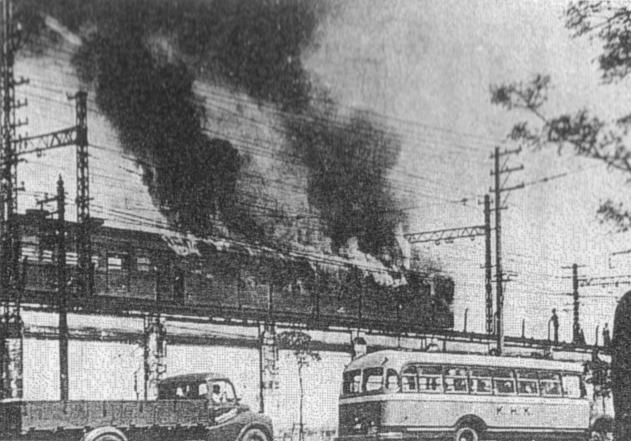
Der Eisenbahnunfall von Sakuragichō 1951 trug zum Rücktritt seines Nachfolgers Kagayama Yukio bei.
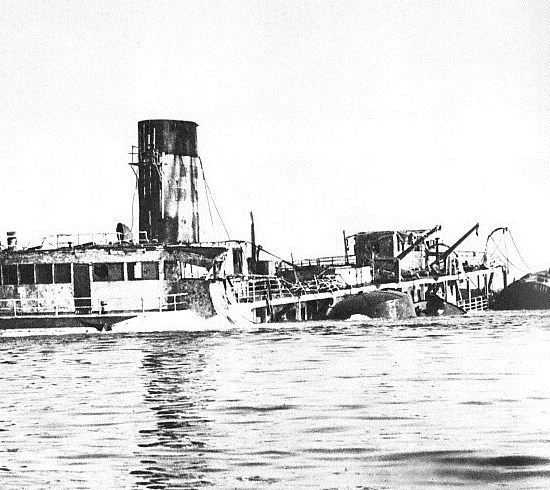
Für den Untergang der Staatsbahnfähre Shiun übernahm nach Untersuchungen im Parlament der dritte Staatsbahnpräsident Nagasaki Sōnosuke durch Rücktritt 1955 die Verantwortung.
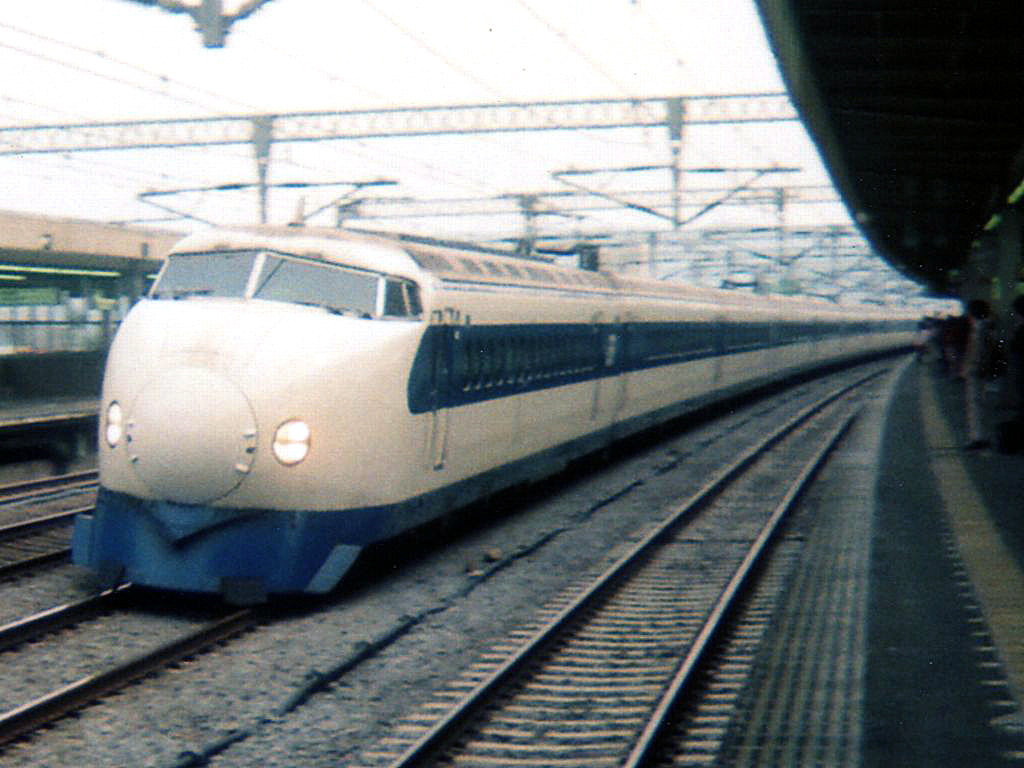
Der Bau der Tōkaidō-Shinkansen wird dem vierten sōsai Sogō Shinji zugeschrieben („Vater der Shinkansen“), der aber über die finanziellen Unregelmäßigkeiten beim Bau 1963 zurücktrat.
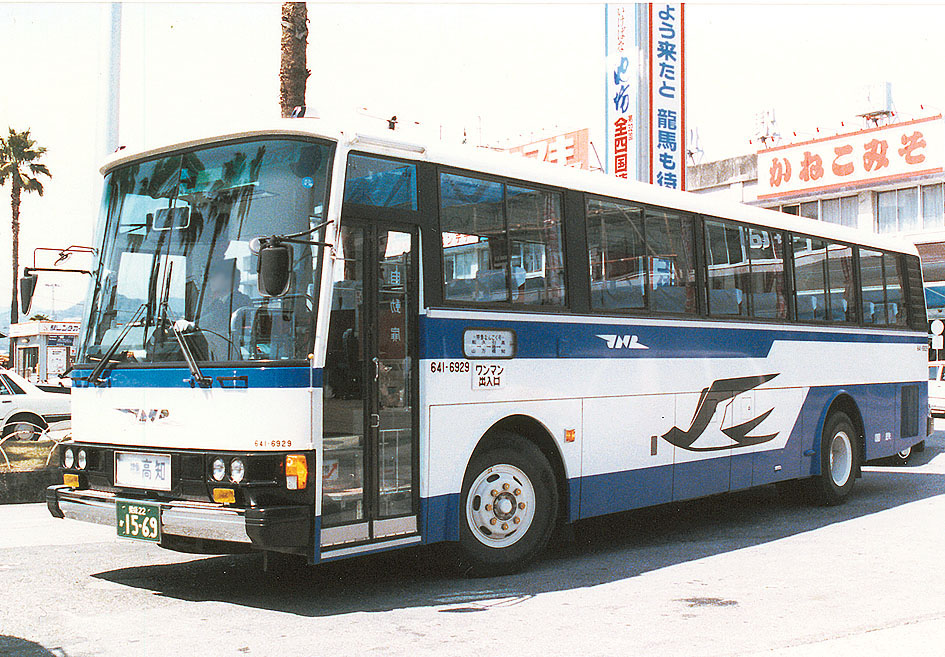
Ein Staatsbahnbus in Shikoku
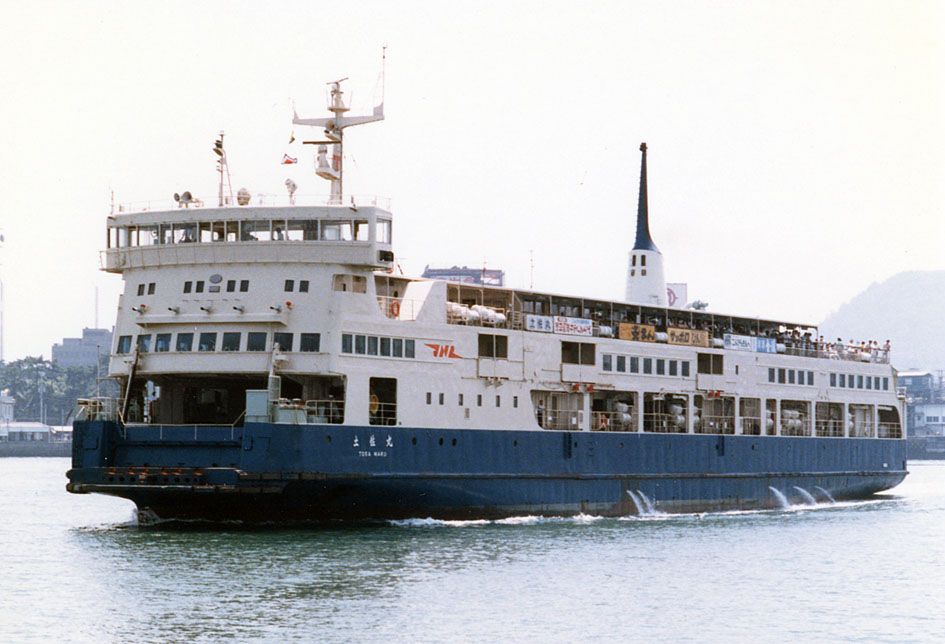
Die Staatsbahnfähre Tosa